# Kalcium-szorbát
A kalcium-szorbát a szorbinsav kalcium sója. 
Élelmiszer adalékanyagként széles körben, tartósítószerként használatos. E-száma E203
Képlete: CaC12H14O4
Elnevezése: kalcium (E,E)-hexa-2,4-dienoát
Az élelmiszerben esetlegesen jelenlévő penészgombákat pusztítja, így az étel sokkal tovább őrzi meg szavatosságát.
Sajtokban, gyümölcssűrítményekben, desszertekben, tartósított tejben, fagyasztott pizzákban, gyümölcssalátákban, margarinban, ömlesztett sajtokban, üdítőitalokban, édességekben és joghurtokban fordulhat elő.
Nincs ismert mellékhatása.